# Endsieg
Endsieg, en español "victoria final", era un término propagandístico. Generalmente se usa para denotar una victoria al final de una guerra o conflicto.

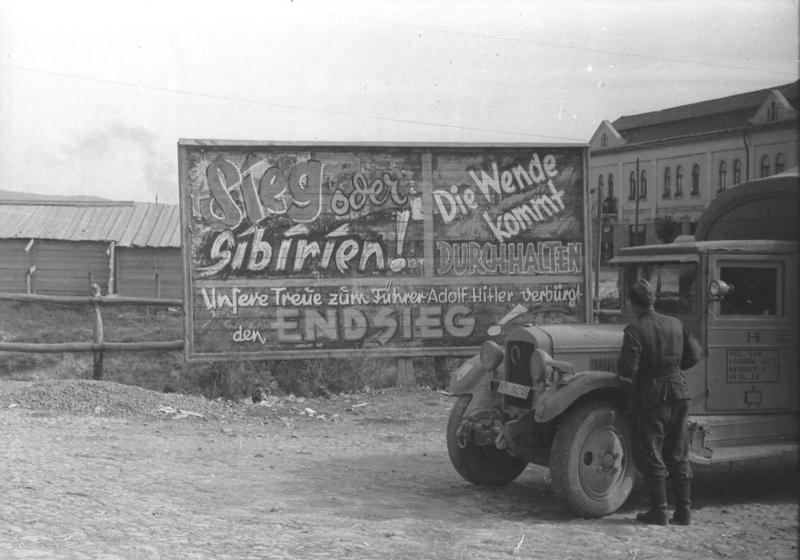
Cartelera con consignas nacionalsocialistas en Rumania (norte de Transilvania, agosto de 1944), foto de una empresa de propaganda

Se utilizó en la Primera Guerra Mundial en 1918 para denotar la victoria cada vez más improbable de las potencias centrales contra las potencias de la Entente , a pesar de todos los reveses. En octubre de 1918, Karl Kraus dio a una glosa que describía la situación desesperada el título irónico Antes de la victoria final.
Adolf Hitler usó el término Endsieg en su libro Mein Kampf ("Mi lucha") en 1925 cuando hizo la pregunta retórica si el destino quería que el pueblo judío lograra la victoria final.
En las décadas de 1930 y 1940, la palabra se utilizó ampliamente en la propaganda de la Alemania nazi. Endsieg era parte de la doctrina nazi: a pesar de las pérdidas temporales, el Tercer Reich finalmente prevalecería, y no se toleraba ninguna ruptura en la lealtad a la ideología nazi. Este conjuro de la victoria final se volvió más desesperado en 1943 cuando los éxitos aliados obligaron a Alemania a ponerse a la defensiva. Joseph Goebbels todavía hablaba de Endsieg en marzo de 1945.